# Convento de San Felipe Neri (Cuenca)

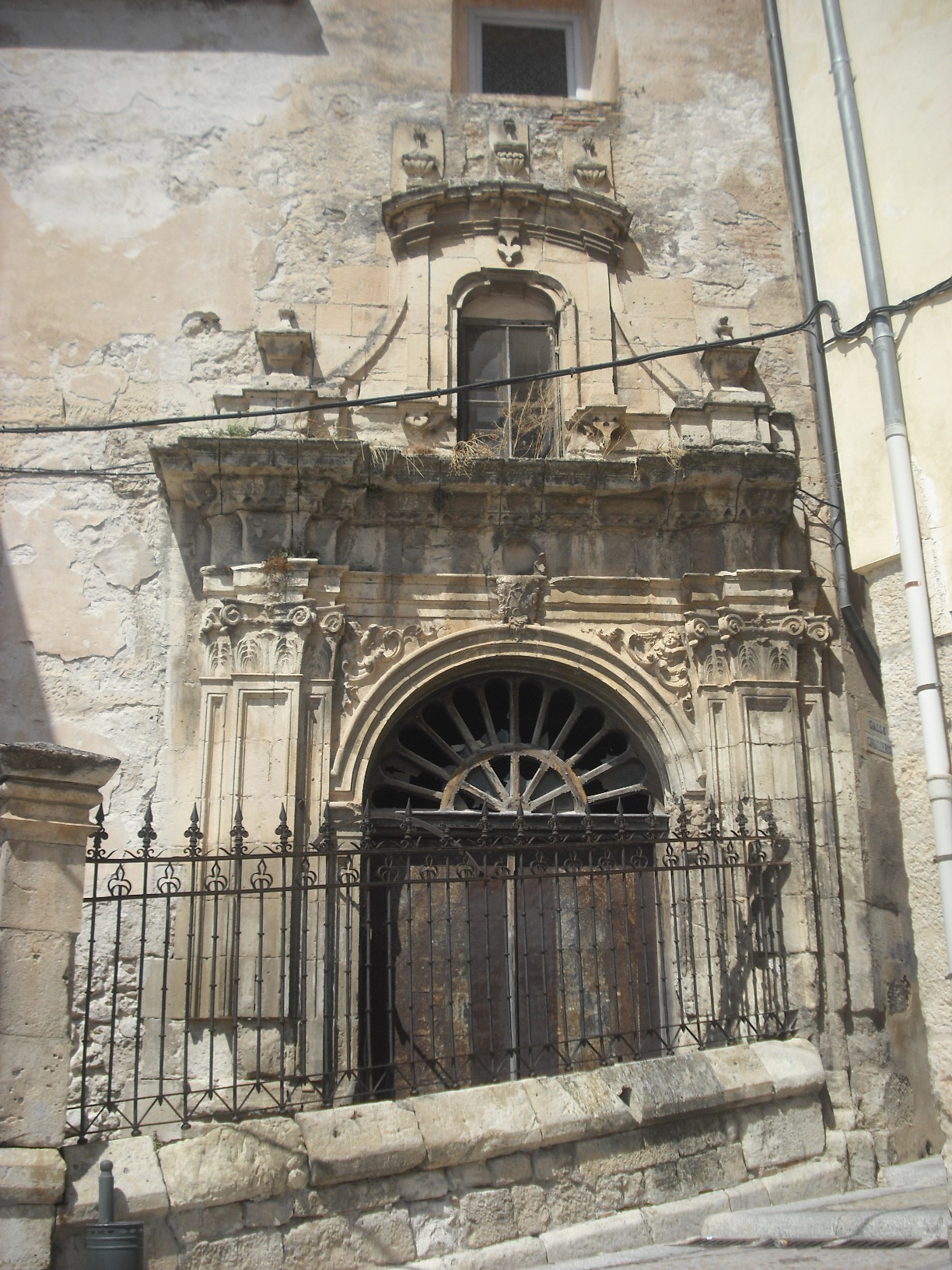
Convento de San Felipe Neri.

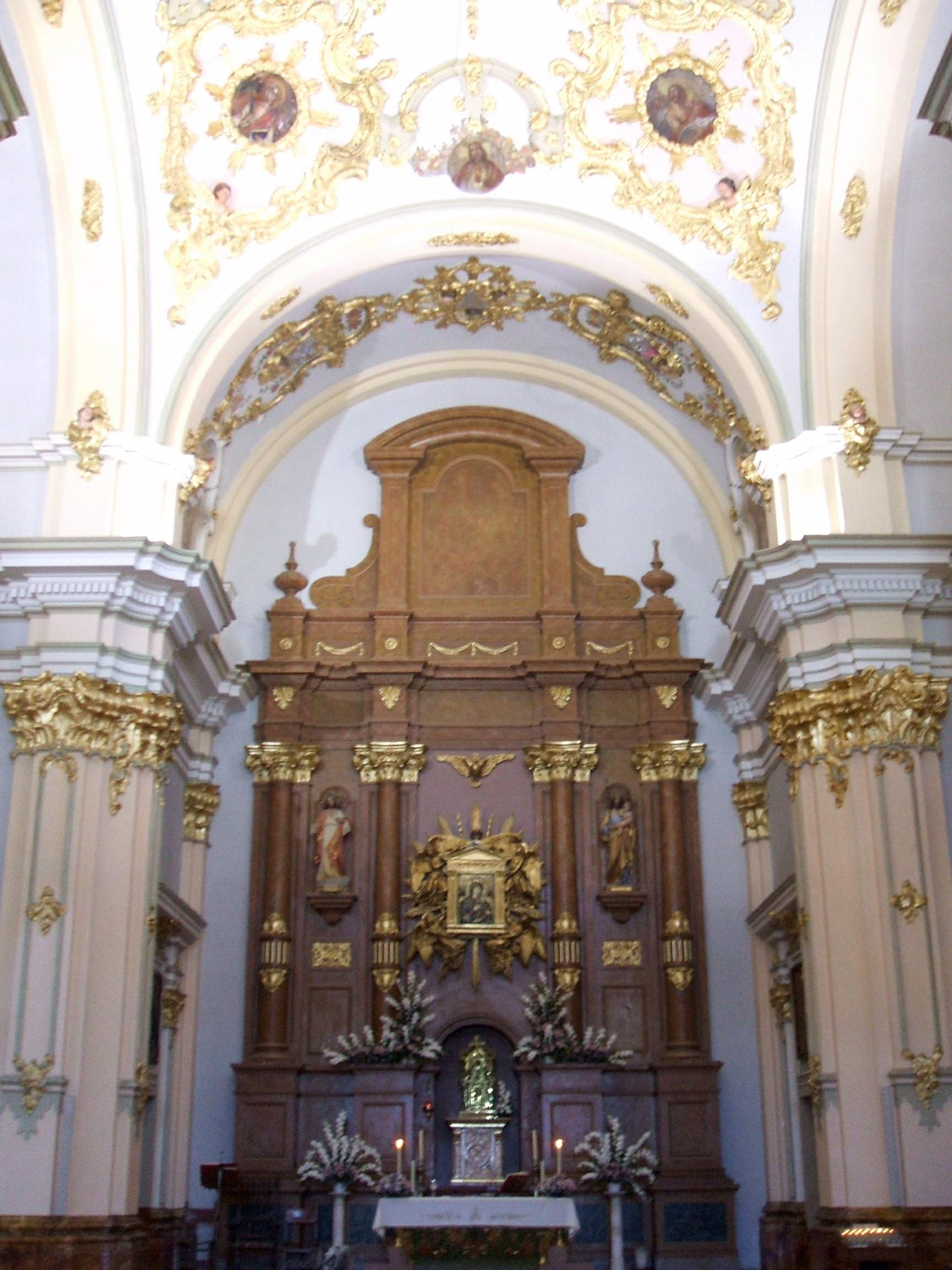
Oratorio de San Felipe Neri.

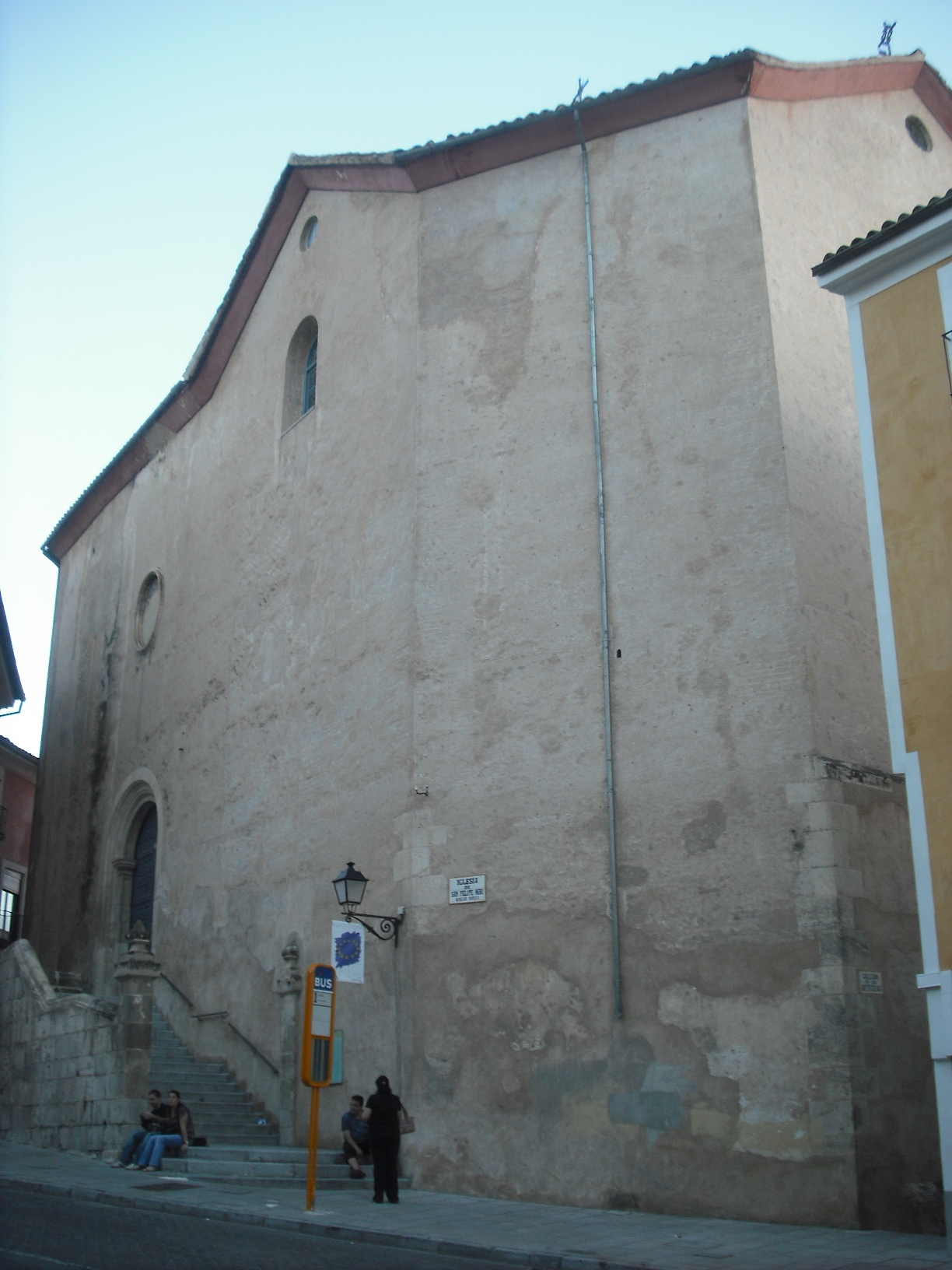
Fachada del oratorio.

El convento de San Felipe Neri, en Cuenca (España), construcción dirigida por José Martín, sobre trazas dadas por Felipe Bernardo Mateo, maestro mayor de la diócesis de Cuenca.
El Oratorio de San Felipe Neri fue construido en 1739. El proyecto se encargó al arquitecto José Martín de Aldehuela y fue costeado por el arcediano de Moya, don Álvaro Carvajal y Lancáster. Es una iglesia de una sola nave, con planta de cruz latina y bóvedas de cañón. Aunque es un edificio poco vistoso exteriormente, cuenta con un hermoso interior. Entre otros elementos, destaca su magnífica decoración, de estilo rococó, en las capillas laterales, cornisas y capiteles. 
Durante la guerra Civil Española, la iglesia fue utilizada como caballerizas y almacén, para posteriormente ser quemada y saqueada, destruyéndose  todos losmuebles, esculturas y cuadros, además de un fabuloso retablo que ocupaba totalmente el testero plano del templo. Entre las joyas desaparecidas, pinturas de Alonso Cano, Preciado de la Vega o González Velázquez, una escultura atribuida a Salzillo, además del antiguo Retablo Mayor. El conjunto fue restaurado entre 1987 y 1992  buscándose la recreación del ambiente primigenio.

## Oratorio de San Felipe Neri
El oratorio o iglesia de San Felipe Neri es de una nave muy espaciosa, pero también muy corta, pues está dividida en dos estrechos tramos, lo que hace que el eje longitudinal apenas esté marcado. Posee una cripta. Tiene pequeñas capillas entre los contrafuertes, y sobre ellas hay unas tribunas que en otro tiempo estuvieron cerradas con celosías. Las tribunas se convertirán en un elemento frecuentemente empleado por don José Martín. 
El crucero, al que se ha dado el mismo desarrollo que a la nave, es muy amplio, lo que hace que en la cabecera se cree la sensación de un espacio centralizado. El presbiterio, curiosamente, es rectangular, mientras que los pies se cierran poligonalmente. La iglesia se cubre con bóveda de cañón con lunetos, y el crucero con bóveda baída rematada por una linterna. 
A un extremo del crucero, en el lado oeste, se abre la capilla de las Angustias, que es de planta elíptica, con sus muros recorridos por pilastras corintias. Este tipo de planta, tan característico de la arquitectura barroca, aparece en este edificio, por primera vez en Cuenca. 
Extraña en principio la disposición de la iglesia, por el muro poligonal de los pies, orientado hacia el sur, que estaría más acorde con la forma de una cabecera. Esto, junto con la variación que se produce en el alzado, en lo que es el actual presbiterio, con respecto a la nave y a los pies, nos hace pensar si no hubo un cambio en la orientación del edificio, al hacerse cargo de la obra don José Martín, quien, para dar más vistosa entrada a su capilla, colocó el crucero, de ostensiblemente mayor anchura, en el lado norte, y, por consiguiente, trasladó el presbiterio a esta parte. De esta forma, el brazo del crucero trazado por don José Martín se convierte en nave de la mencionada capilla. Incluso destacan las paredes interiores del crucero con una más rica ornamentación. 
Don José Martín, mediante sutiles cambios en la ordenación de las cornisas y en la disposición de los elementos, convirtió un edificio inmerso todavía en la tradición barroca en algo más festivo y cercano al movimiento rococó; y ello no en razón de sentido de asimetría y de complicación especial, al que es propicia la arquitectura del centro de Europa, sino más bien por la delicada disposición de la ornamentación sobre los paramentos; teñidos estos, por otra parte, de débil coloración pastel, verde, etc. 
A los pies de la iglesia se sitúa la portada de la cripta. La poca plasticidad de las pilastras compuestas que enmarcan el arco de medio punto de la puerta nos indica que es una labor de fines del barroco. 
Las enjutas se adornan con unos angelitos. En el cuerpo superior hay una ventana, enmarcada por pilastras que quedan voladas y por un entablamento levemente incurvado. Se enlazan los dos cuerpos con unas finas molduras.